# Volkswagen Group E
Volkswagen Group E — серия автомобильных платформ немецкого автоконцерна Volkswagen Group для внедорожников и кроссоверов (на европейском рынке — 4x4). Платформа разработана компаниями Volkswagen Group и Porsche AG. Все разработчики платформы совместно работали на заводе Volkswagen в Братиславе, Словакия, однако сборка Porsche Cayenne была организована на заводе Porsche в Лейпциге.

## PL71
- Volkswagen Touareg (Typ 7L) (2002—2010)
- Porsche Cayenne (Typ 9PA) (2002—2010)
- Audi Q7 (Typ 4L) (2005—2015)

## PL72
- Volkswagen Touareg (Typ 7P) (2010—2018)
- Porsche Cayenne (Typ 92A) (2010—2018)